# Dinoflagelado
Os dinoflagelados (divisão Dinophyta, segundo os botânicos, ou filo Dinoflagellata (Dinoflagellata - do grego "dino", rodopiantes) para os protozoologistas são um grande grupo de protistas flagelados. A maior parte das espécies pertencem ao plâncton marinho (mais especificamente do fitoplâncton), mas são também comuns em água doce. Estão intimamente relacionados com os protozoários ciliados, tais como Paramecium e Vorticella, e com os Apicomplexa (o filo do qual o parasita da malária faz parte).
São organismos que em sua maioria apresentam formas unicelulares, ocorrendo algumas raras formas filamentosas; em sua grande maioria, são flageladas (dois flagelos eucarióticos diferentes), mas existem formas imóveis, amebóides, cocóides e coloniais palmelóides.
São conhecidas por volta de 2.000 a 4.000 espécies, incluindo formas  protistas flagelados. A maior parte das espécies pertencem ao plâncton marinho (marinhas e de mais especificamente do fitoplâncton), mas são também comuns em água doce sendo que, metade delas é fóssil e estão distribuídas em 550 gêneros. Seu corpo possuem aspecto semelhante a uma medusa ou a um verme. 
São, geralmente, divididos entre as classes Dinophyceae, Noctiluciphyceae e Syndiniophyceae.
Muitas destas espécies têm capacidade fotossintética e formam o maior componente do fitoplâncton depois das diatomáceas. Algumas, as zooxantelas são endosimbiontes de animais ou protistas marinhos e têm um importante papel na biologia dos corais. São heterotróficas (saprófitos, parasitas e holozóicas), bem como formas que vivem em simbiose com animais.
Todos os dinoflagelados são unicelulares com dois flagelos diferentes: um flagelo longitudinal, orientado segundo o eixo da célula, e um flagelo transversal que rodeia a célula. Em muitas espécies, estes flagelos encontram-se em sulcos: o longitudinal chamado sulcus e o transversal, cingulum. É o flagelo transversal que provoca a maior parte do movimento da célula, geralmente em forma de hélice, donde provém o nome destes seres (dinos, em grego, significa, rodar).
Têm sido encontrados com frequência quistos fossilizados de dinoflagelados desde o período Triássico (de há 200 milhões de anos), mas já se encontraram do Siluriano (400 milhões de anos) e pensa-se que alguns dos antigos acritarcas com uma idade de 1,8 biliões de anos, também representem dinoflagelados.Mas ainda não se comprovou se os cistos fósseis mais antigos sejam mesmo de Dinophyta.

## Habitat
Existem espécies marinhas, espécies dulciaquícolas e planctônicas. Ainda ocorrem espécies que são: endozóoicas, simbióticas e parasitas.

## Locomoção
A maioria são monadais isto é, se locomovem por meio de dois flagelos eucarióticos. Além disso, podem apresentar placas rígidas de celulose formando uma estrutura denominada teca. Esta estrutura em mares abertos se apresenta em tamanho grande, semelhantes a velas, e auxiliam na flutuação.
Há ainda formas imóveis, amebóides, cocóides e coloniais.

## Alimentação
Em torno de 50% das espécies não possuem aparato fotossintetizante (plastídios) e são heterótrofas. Por isso, muitas vezes a nutrição ocorre por ingestão de partículas sólidas ou pela absorção de compostos orgânicos dissolvidos. A alimentação de alguns dinoflagelados ocorre por meio da projeção de uma estrutura tubular (conhecida como pedúnculo) que suga a matéria orgânica para dentro da célula. Ao termino da alimentação este pedúnculo é recolhido para dentro da célula. 
Muitas das espécies fotossintéticas formam o maior componente do fitoplâncton depois das diatomáceas. Algumas, as zooxantelas são endosimbiontes de animais ou protistas marinhos e têm um importante papel na biologia dos corais. Algumas espécies não têm aquela capacidade e são predadores de outros protistas, havendo ainda espécies parasitas.
Em torno de 20% dos dinoflagelados produzem um ou mais compostos tóxicos. O Pfiesteria piscicida usa essa toxina como meio de capturar alimento. Com a presença de peixes, seus cistos bentônicos são estimulados a germinar o que darão origem às células natantes de Pfiesteria.
Essas células se produzem e liberam uma toxina que paralisa o sistema respiratório do peixe, causando sua morte por asfixia. Com a decomposição deste animal, os dinoflagelados estendem seus pedúnculos e se alimentam da musculatura do peixe. Após a alimentação eles rapidamente retornam ao estágio de cistos bentônicos.

## Classificação
Devido à presença ou não de um núcleo diferenciado, denominado dinocarion (possui cromossomos sempre condensados, mesmo na interfase, e com pouca quantidade de histonas), essas algas foram divididas entre as classes:

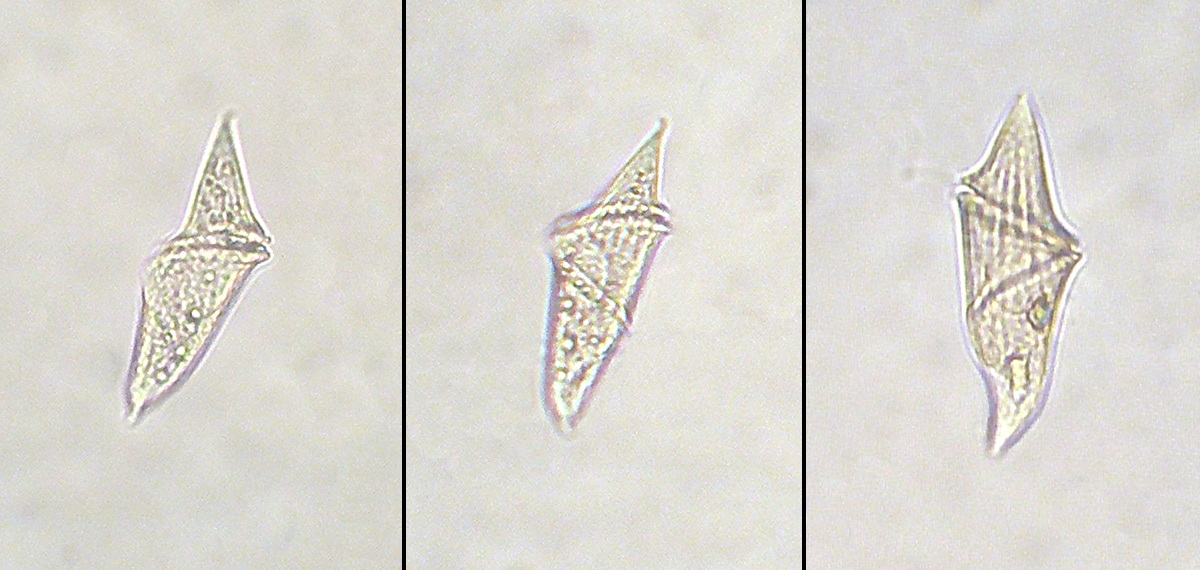
Dinophyceae, Gyrodinium spirale

Dinophyceae: constituído por organismos fotossintéticos ou não, possuindo um dinocarion em todas as fases de seu ciclo de vida.
Blastodiniphyceae: formado pelos organismos parasitas não fotossintéticas de peixes e que apresentam um dinocarion em apenas uma parte da vida.
Noctiluciphyceae: composto por organismos flagelados fagotróficos não fotossintéticos que contam com a presença de um dinocarion em apenas um estagio de seu ciclo biológico.
Syndiniophyceae: formado pelos organismos que são caracterizados pela ausência de dinocarion.
São parasitas marinhos não fotossintéticos de outros dinoflagelados, invertebrados, ovos de peixes e mamiferos.

## Estrutura celular
Os dinoflagelados possuem uma complexa parede celular chamada anfiesma, e situa-se sobre o plasmalema. A anfiesma é composta de vesículas achatadas, os alvéolos. Em algumas formas, estes alvéolos contêm placas sobrepostas de celulose que formam o que se chama a teca, que pode ter formas muito variadas.
Estas características, em conjunto com recentes estudos genéticos, levaram a juntar este filo com os Apicomplexa e ciliados num clado denominado Alveolata.
Os cloroplastos, nas espécies que os possuem, são rodeados por três membranas e podem ainda possuir um núcleo celular, sugerindo que eles possam ser derivados de uma "alga" endosimbionte. Os pigmentos são tipicamente as clorofilas a e c2 Já os pigmentos acessórios são principalmente β-caroteno, peridinina e  outros carotenoides como a giroxantina diéster, que é característico de dinoflagelados que causam marés vermelhas.  O carboidrato de reserva é constituído de amido, o qual é sintetizado fora do plastídio e presente no citoplasma na forma de grãos.
Os dinoflagelados têm uma forma peculiar de núcleo celular, denominado dinocarion, em que os cromossomos se encontram condensados, mesmo na interfase, e com pouca quantidade de histonas e mantêm se na fase condensada durante a interfase. Devido a essa escassez de histonas ocorre a presença de uma dupla hélice de DNA de 2,5 nm de diâmetro.  Os dinoflagelados têm de 5 a 10 vezes mais DNA no se núcleo que quaisquer outros eucariontes.
A mitose que ocorre nesses organismos é muito particular: a membrana nuclear permanece intacta (mitose fechada) e, na prófase, feixes de microtúbulos penetram no núcleo e situam-se em canais citoplasmáticos. Na anáfase, os núcleos-filhos são formados por constrição da membrana nuclear, os cromossomos-filhos separam-se e migram-se ao longo do feixe em direção aos polos.  
Muitos dinoflagelados são haploides, e se reproduzem principalmente por fissão binária, mas a reprodução sexuada também ocorre, através a fusão de dois indivíduos que formam um zigoto, que pode manter-se na sua forma típica, ou enquistar e, mais tarde, sofrer meiose e produzir novas células haploides.

## Reprodução
Muitos dinoflagelados possuem células vegetativas haploides, (com exceção do Noctiluca, que parece ter células vegetativas diplóides) e se reproduzem principalmente por divisão celular longitudinal.
A Reprodução Assexuada cada célula receberá um dos flagelos e uma porção da teca. Em seguida cada célula filha reconstitui as partes que faltam em sua sequência intrincada.
Já a Reprodução Sexuada, ocorre através da fusão de duas células haploides que formará uma célula diploide, e a partir daí a célula com sua teca celulósica crescem. Na sequência, haverá a transformação das células diploides em cistos fossilizáveis (encistamento), que encerram o material celular e constituem a fase imóvel do ciclo. Após o encistamento, a parede celulósica se desagrega e o cisto é sedimentado. Em condições ambientais favoráveis, o protoplasma sai do cisto (excistamento) através de uma abertura chamada arqueopilo e reinicia-se o ciclo com a formação de novas células móveis.

### Alguns aspectos ecológicos dos dinoflagelados

Ciclo de Vida de Dinoflagelados

Os dinoflagelados são um dos grupos mais abundantes no plâncton marinho e, como na sua maioria são autotróficos, têm um importante papel na produção primária do globo. No entanto, algumas espécies podem causar impacto econômico negativo ao contaminar os organismos aquáticos. O gênero Alexandrium, por exemplo, produz toxinas que tem forte poder paralisante e ao entrar em contato com organismos filtradores vem provocando mortes de pessoas que os consumirem. O dinoflagelado bentônico Gambierdiscus toxicus é responsável pela Ciguatera (envenenamento resultante do consumo da carne contaminada de determinados peixes tropicais marinhos).
Algumas espécies são responsáveis pelas marés vermelhas que em condições favoráveis de temperatura e nutrientes, elas podem reproduzir-se rapidamente em enormes quantidades e as toxinas que produzidas por elas em muitas vezes causam a morte em massa de outras espécies marinhas. Além disso, estas toxinas podem acumular-se no corpo de animais que se alimentam por filtração, como os bivalves, e podem prejudicar a saúde dos seres humanos que os consumirem.
Alguns dinoflagelados sem aquela pigmentação, como Pfiesteria, podem também produzir florescimentos tóxicos que provocam perdas neurológicas de percepção próximas do mal de Alzheimer.
No entanto, nem todos os florescimentos de dinoflagelados são desagradáveis: nos mares tropicais, podem por vezes apreciar-se, em noites escuras, lindas cenas de luzes à superfície da água e, por vezes, mesmo na rebentação, causadas por dinoflagelados bioluminescentes, de entre os quais o mais famoso é o Noctiluca, que se pode ver a olho nu.
Também servem como alimento para larvas de certos peixes (aquacultura) e com indicadores bioestratigráficos.

### Taxonomia
Os dinoflagelados foram, pela primeira vez descritos por Otto Bütschli em 1885 como ordem Dinoflagellida, da classe dos flagelados. Os botânicos tratam-nos como uma divisão das algas, denominada Pyrrhophyta, por causa das formas bioluminescentes (do grego pyrrhos = fogo); também já foram classificados como Dinophyta ou Dinoflagellata. Vários outros protistas, como as criptomonadinas, ebriídeos e elobiopsídeos foram por vezes incluídos no grupo dos dinoflagelados, mas aparentemente não têm afinidade evolutiva com eles.
Devido à sua complexa parede celular, que serve para compostar  de vesículas achatadas, os alvéolos, em conjunto com recentes estudos genéticos, levaram a juntar este filo com os Apicomplexa e ciliados num clade denominado Alveolata.